# Kaplica świętych Tymoteusza i Aurelii w Wieszczynie
Kaplica świętych Tymoteusza i Aurelii w Wieszczynie – kaplica rzymskokatolicka w Wieszczynie (Dębowcu) pod wezwaniem świętych Tymoteusza Apostoła i Aurelii z Anagni. Należy do parafii Podwyższenia Świętego Krzyża w Moszczance. Znajduje się w centrum Wieszczyny, przy drodze z Dębowca do Pokrzywnej.

## Historia
Kaplica została wzniesiona w 1825, poświęcono ją świętym Tymoteuszowi i Aurelii. Przebudowano ją w 1885.

## Architektura
Kaplica została wzniesiona na planie prostokąta z wielobocznym zamknięciem. Frontem zwrócona jest w stronę zachodnią. Dach kapliczki jest dwuspadowy, ma pokrycie z płyt azbestowo-cementowych. W bocznych ścianach niewielkie, półkoliście zamknięta okienka. Wieńczy ją mała wieżyczka z dzwonem. W środku znajduje się obraz przedstawiający ostatnią wieczerzę na blasze. Są w niej również dwie gipsowe rzeźby z przedstawieniem Niepokalanej Maryi Panny i Chrystusa z Sercem Gorejącym.